# Riverstick
Riverstick (irisch Áth an Mhaide, deutsch: „Furt des Stocks“) ist ein Dorf im Süden des County Cork in der Republik Irland. Die Einwohnerzahl von Riverstick wurde bei der Volkszählung 2022 mit 772 Personen ermittelt.

## Der Ort
Riverstick liegt etwa 15 Kilometer südlich von Cork am River Stick. Durch die Ortschaft führt die R600 von Cork über Belgooly nach Kinsale. 

## Sehenswürdigkeiten
- katholische Josephskirche
- anglikanische Kirche in Ballymartle

## Persönlichkeiten
- Denny Barry (1883–1923), IRA-Kämpfer
- Matt Healy (* 2002), Fußballspieler